# Antero Tavares de Carvalho
Antero Tavares de Carvalho foi um administrador colonial português.

## Biografia
Exerceu o cargo de Governador interino da Colónia de Angola entre 1924 e 1925, tendo sido antecedido por João Augusto Crispiniano Soares e sucedido por Francisco da Cunha Rego Chaves.